# Louisa Catherine Adams
Louisa Catherine Johnson Adams (London, 12. veljače 1775. - Washington, Columbia, 15. svibnja 1852.), 5. je po redu prva dama SAD-a. Bila je supruga američkog predsjednika Johna Quincya Adamsa i jedna od dvije prve dame koje nisu rođene u SAD-u.